# إيميت ليث
إيميت نورمان ليث (بالإنجليزية: Emmett Leith)‏ (12 مارس 1927 في مدينة ديترويت بولاية ميشيغان – 23 ديسمبر 2005 في آن آربر) كان أستاذ في الهندسة الكهربائية في جامعة ميشيغان، مع جوريس أوباتنيكس من جامعة ميشيغان، الذين اخترعا معا الهولوغرافي ثلاثي الأبعاد.
ليث حصل على البكالوريوس في الفيزياء من جامعة وين ستيت في عام 1949 وعلى درجة الماجستير في الفيزياء في عام 1952. وحصل على درجة الدكتوراه في الهندسة الكهربائية من جامعة ولاية واين في عام 1978. كان جزء كبير من عمله تصوير تجسيمي حيث كان يركز أبحاثه على الرادار ذي الفتحة التركيبية (SAR) والتي قام بها أثناء وجود كعضو في مختبر الرادار بجامعة ميتشيغان في عام 1952. ليث انضم إلى جامعة ميشيغان كمساعد أبحاث وتمت ترقيته إلى مساعد أبحاث الدراسات العليا في عام 1955، وباحث مشارك في عام 1956، ومهندس بحوث في عام 1960، وأستاذ مشارك في عام 1965 وأستاذ في عام 1968.
البروفيسور ليث وزميله جوريس في جامعة ميشيغان عرضا لأول مرة في العالم مجسم ثلاثي الأبعاد في مؤتمر جمعية البصريات الأمريكية في عام 1964.
حصل عام 1960 على الجائزة التذكارية (IEEE) وميدالية ستيوارت بالانتين في عام 1969. في عام 1979، منحه الرئيس جيمي كارتر الميدالية الوطنية للعلوم لأبحاثه. حصل عام 1985 ميدالية فريدريك آيفز من قبل جمعية البصريات الأمريكية.